# Cantón de Thonon-les-Bains-Este
El cantón de Thonon-les-Bains-Este era una división administrativa francesa que estaba situada en el departamento de Alta Saboya y la región de Ródano-Alpes.

## Composición
El cantón estaba formado por ocho comunas:
- Armoy
- Bellevaux
- Lullin
- Lyaud
- Marin
- Reyvroz
- Thonon-les-Bains (fracción)
- Vailly

## Supresión del cantón de Thonon-les-Bains-Este
En aplicación del Decreto nº 2014-153 de 13 de febrero de 2014, el cantón de Thonon-les-Bains-Este fue suprimido el 22 de marzo de 2015 y sus 8 comunas pasaron a formar parte; siete del nuevo cantón de Thonon-les-Bains y una del nuevo cantón de Évian-les-Bains.